# Palacio Undurraga
El Palacio Undurraga fue un inmueble de arquitectura neogótica, construido en Santiago de Chile entre los años 1911 y 1915 como residencia del abogado y político Luis Undurraga García Huidobro y familia, por el arquitecto español José Forteza.
Fue una de las últimas manifestaciones del eclecticismo en la capital chilena. Demolido el año 1976, lo único que se conserva es un retrato de la virgen María y 2 faroles que ornamentaban la fachada, ubicados actualmente en la Viña Undurraga.

## Arquitectura
El estilo dominante era el gótico flamenco. Poseía 4 pisos y cada uno tenía un tratamiento especial. El primer piso presentaba gruesas columnas góticas que sostenían arcos rebajados. El segundo nivel tenía 17 ventanas de arcos lobulados y balcones de inspiración gótica, el tercer nivel tenía 17 ventanas de arcos de medio punto y variados ornamentos en balcones, por último el 4.º nivel era una extensa buhardilla, alumbrada por linternas salientes, bastante ornamentadas, que junto a 2 pequeñas torres, acentuaban el carácter gótico de la construcción. Ubicado en la esquina de la alameda de las Delicias y calle Estado, la construcción era ochavada y tenía un gran balcón en el segundo nivel y una hornacina con la imagen de la Virgen María.
El interior del edificio se ordenaba según su función, el primer piso estaba destinado a locales comerciales, como la sombrería La Signese. El segundo nivel destinado a la vida pública y privada, con 4 salones, la capilla, 4 escritorios, sala de billar, comedor, etc. El tercer piso destinado a los dormitorios de la familia; y el 4.º piso al servicio. Por calle Estado, junto al palacio había otra gran construcción que ordenó construir la familia Undurraga para la renta. Poseía el mismo tratamiento gótico, destacando pequeñas torres y grandes balcones. El primer piso era usado por locales comerciales, los siguientes por familias.

## Historia
El Palacio fue finalizado en 1915, siendo habitado por la familia Undurraga hasta la muerte en 1932 de Amelia Fernández de Undurraga. Fue arrendado al Círculo Español, quien lo desocupó en 1940 cuando la propiedad pasó a manos de La Caja Bancaria de Pensiones. En 1976 fue demolido, perdiéndose un notable edificio que daba un carácter "mágico" a la esquina de Alameda con calle Estado.

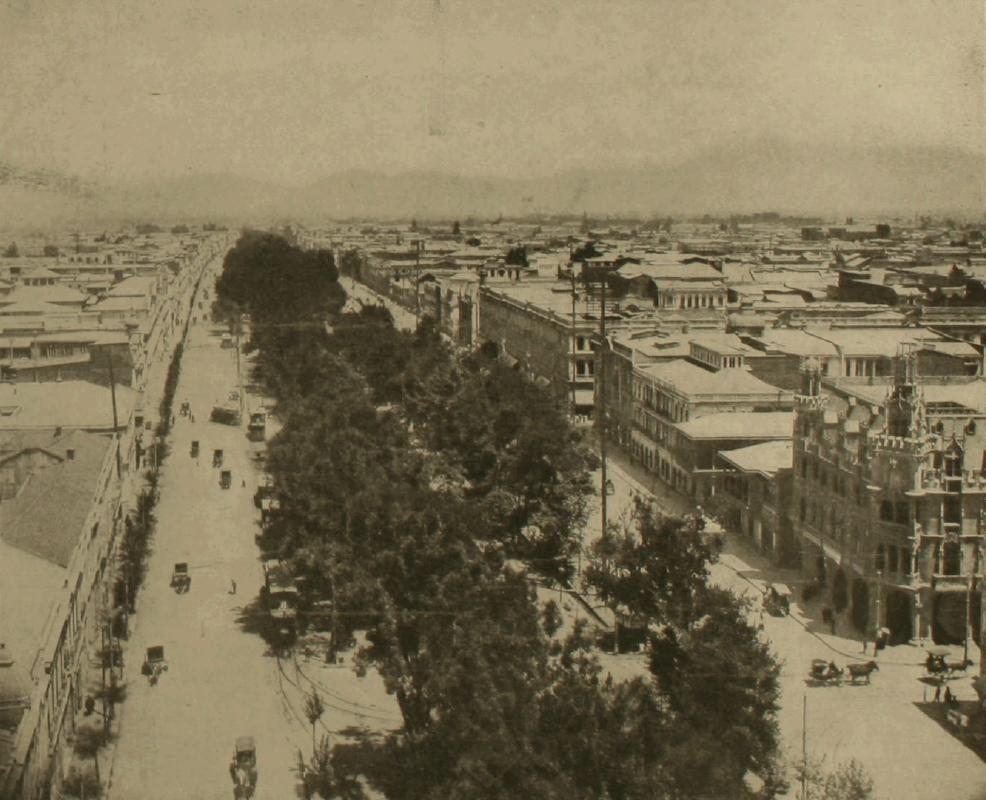
Palacio en la Alameda de las Delicias. Santiago, 1915